# Große Balachnja
Die Große Balachnja (russisch Большая Балахня (Bolschaja Balachnja)) ist ein 532 km langer Zufluss des Chatangagolfs im Nordrussischen Tiefland.

## Verlauf
Die Große Balachnja hat ihren Ursprung im Südosten der Taimyr-Halbinsel im Majagastach-See. Sie durchfließt eine Tundrasumpflandschaft mit vielen Mäandern in nordöstlicher Richtung. Die Große Balachnja wendet sich später nach Osten und Südosten und erreicht schließlich den Chatangagolf. Die weiter nördlich fließende Gusicha teilt sich das Mündungsdelta mit der Großen Balachnja. Die Große Balachnja entwässert ein Areal von 12.600 km². 
Der Fluss ist zwischen Ende September und Anfang Juni eisbedeckt. Er gilt als fischreich. Folgende Fischarten zählen zur Flussfauna der Großen Balachnja: Kleine Maräne, Muksun, die Weißlachs-Unterart Stenodus leucichthys nelma sowie Saiblinge.